# Dactylellina parvicolle
Dactylellina parvicolle är en svampart som först beskrevs av Drechsler, och fick sitt nu gällande namn av Yan Li 2006. Dactylellina parvicolle ingår i släktet Dactylellina och familjen vaxskålar.   Inga underarter finns listade i Catalogue of Life.